# Ramona (roman)
Pour les articles homonymes, voir Ramona.
Ramona (titre original : Ramona) est un roman historique de Helen Hunt Jackson paru en 1884 aux États-Unis. L'histoire est celle d'une jeune fille métisse élevée au sein d'une famille mexicaine qui ignore tout de son ascendance amérindienne. Elle tombe amoureuse d'un amérindien Alessandro. À partir de cette romance, Helen Hunt Jackson décrit la vie des Mexicains et des Amérindiens, les injustices commises par les Blancs envers les différentes nations amérindiennes jusqu'à la mort de son héroïne. Le roman est illustré par de nombreux dessins décrivant le cadre géographique, la vie des natifs et les missions. Initialement publié sous la forme d'un feuilleton dans le journal Christian Union sur une base hebdomadaire, le roman est devenu très populaire. Il a eu plus de 300 tirages et quatre versions filmées en ont été tirées, en plus de la chanson du même nom, présente dans la version filmique de 1928,,.
L'influence du roman sur la perception de la culture des nations amérindiennes de la Californie du Sud fut autant significative que notable,.

## Adaptations cinématographiques
- Ramona, film muet américain réalisé par D. W. Griffith (1910)
- Ramona (en), film muet réalisé par Donald Crisp (1916)
- Ramona, d'Edwin Carewe (1958)
- Ramona, réalisé par Henry King (1936).